# ジミー・パラデス
- ジミー・パレデス
- ジミー・パレイデス

ジミー・サンティアゴ・パレーディス・テレーロ（Jimmy Santiago Paredes Terrero、1988年11月25日 - ）は、ドミニカ共和国・サン・クリストバル州バホス・デ・ハイナ出身のプロ野球選手（内野手、外野手）。右投両打。北米独立リーグで・アトランティックリーグのスタテンアイランド・フェリーホークス所属。

## 経歴

### プロ入りとヤンキース傘下時代
2006年にニューヨーク・ヤンキースと契約してプロ入り。
2007年にルーキー級ドミニカン・サマーリーグ・ヤンキースでプロデビュー。
2009年からレギュラー二塁手として起用されることが増えた。

### アストロズ時代
2010年7月末のトレード期限直前にランス・バークマンとのトレードで、マーク・マランソンと共にヒューストン・アストロズへ移籍。この年は2球団で合計50盗塁をマークした。
2011年8月1日のシンシナティ・レッズ戦でメジャーデビュー。メジャー初打席でタイムリー三塁打を放ったが、これはアストロズ球団史上初の出来事だった。三塁のレギュラーであるクリス・ジョンソンの不振もあって終盤は先発出場も増え、最終的に46試合に出場して打率.286・2本塁打・18打点の成績を残した。
2012年は打撃不振により途中でマイナー落ちして、24試合の出場に留まった。
2013年は自己最多の48試合に出場したが、マイナーで過ごすことが多かった。

### ロイヤルズ時代
2013年11月5日にウェイバー公示を経てマイアミ・マーリンズへ移籍した。2014年は開幕までの間、目まぐるしく移籍を繰り返し、2月7日にマーリンズをDFAとなった後15日にボルチモア・オリオールズ、17日にカンザスシティ・ロイヤルズへそれぞれウェイバー公示を経て移籍した。開幕をAAA級オマハ・ストームチェイサーズで迎え、ロイヤルズでは2度の昇格で9試合に出場して打率.200・本塁打・打点なし・2盗塁の成績だった。7月16日にジェイソン・フレイザーをトレードで獲得したことに伴い、DFAとなった。

### オリオールズ時代

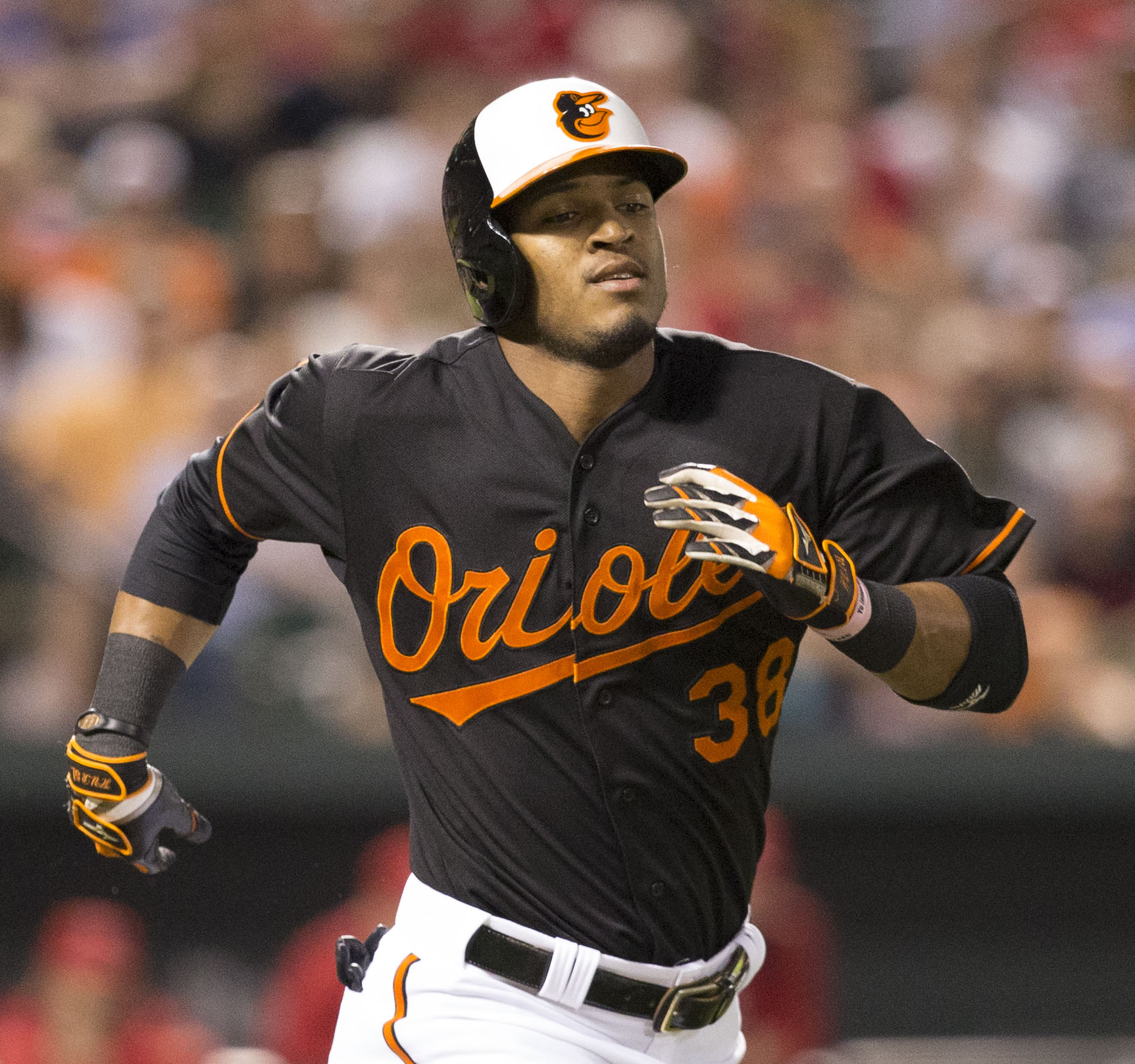
ボルチモア・オリオールズ時代
(2015年5月15日)

2014年7月24日にウェイバー公示を経て再びオリオールズに移籍し、8月28日にメジャー昇格。9月12日のヤンキース戦のダブルヘッダー第1戦では自身初のサヨナラ安打（二塁打）を放った。
2015年は指名打者のレギュラー格で起用され、104試合に出場して打率.275、10本塁打、42打点という打撃成績を残した。また、19四球に対して出場試合数を超える111三振を記録している。

### ブルージェイズ時代

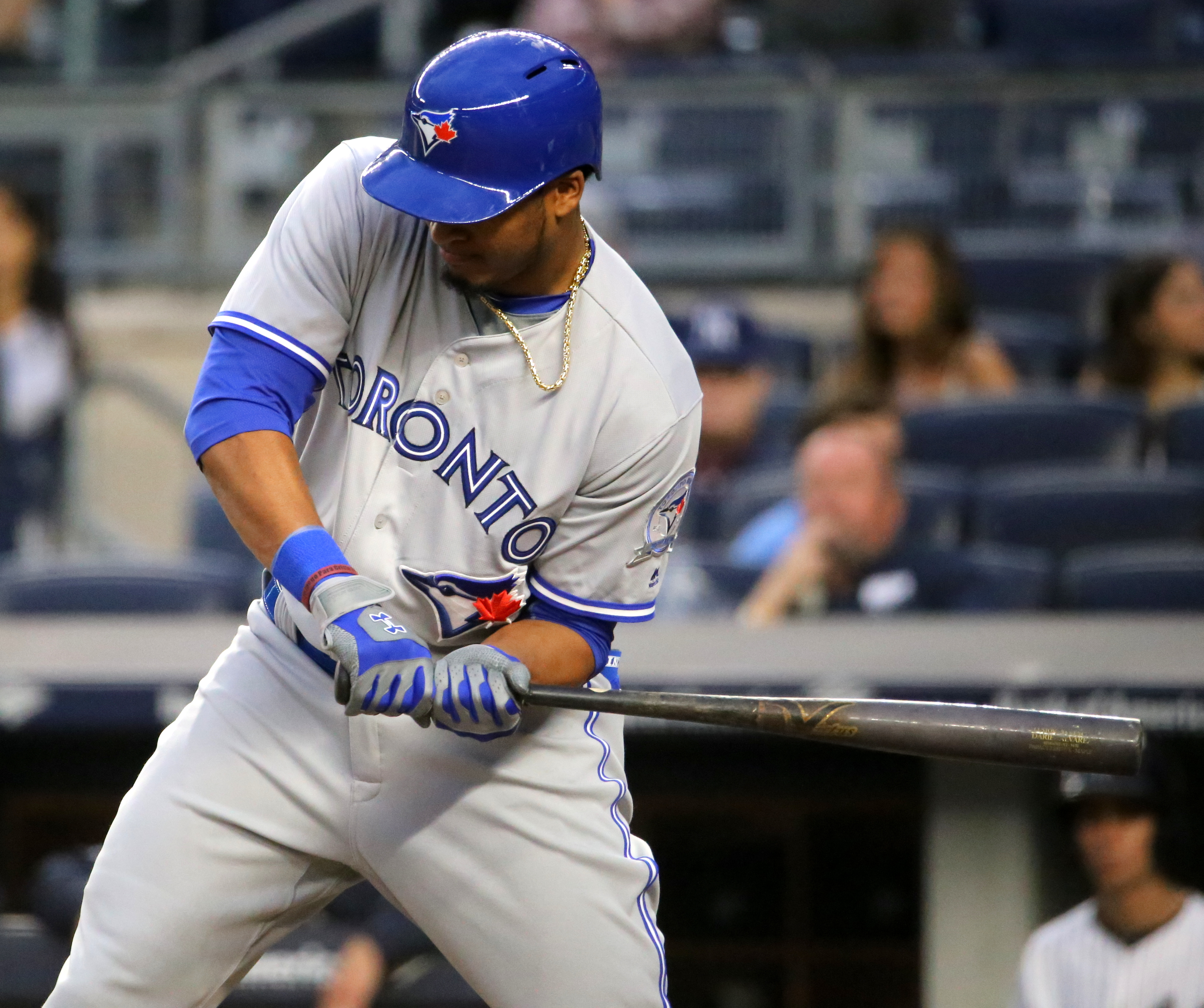
トロント・ブルージェイズ時代
(2016年5月24日)

2016年5月16日にウェイバー公示を経てトロント・ブルージェイズへ移籍した。5月30日にDFAとなった。

### フィリーズ時代

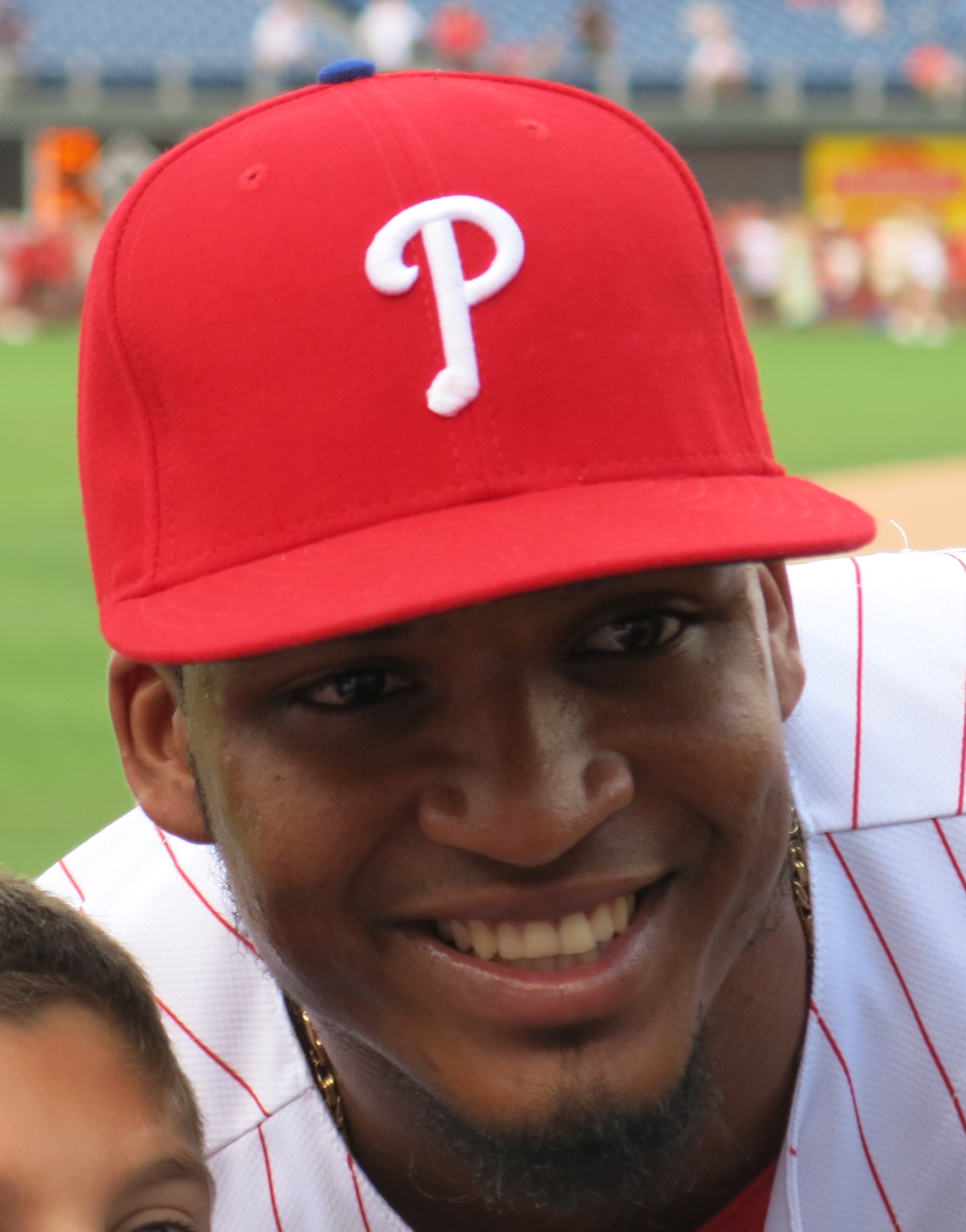
フィラデルフィア・フィリーズ時代
（2016年7月16日）

2016年6月1日に金銭トレードで、フィラデルフィア・フィリーズへ移籍した。この年は2球団合計で83試合に出場して打率.222・5本塁打・19打点の成績を残した。10月7日に40人枠外となり、10日にFAとなった。

### ロッテ時代
2017年1月5日に千葉ロッテマリーンズへの入団が発表された。背番号は42。オープン戦では.304と安定した打率を残し、開幕戦の対福岡ソフトバンクホークス戦では4番・指名打者で来日初出場を果たしたが、4月21日に登録を抹消。5月14日に再登録された後は、5月18日に来日初本塁打を放ち、6月14日の第3打席から6月15日第2打席にかけて3打席連続で本塁打を記録した。オールスター終了後最初の試合である7月17日のオリックス・バファローズ戦の第1打席から7月30日の埼玉西武ライオンズ戦の第3打席まで30打数（2四死球挟む。計32打席）ノーヒットと極度の不振に陥り、7月31日に登録を抹消された。8月30日に一軍に登録されると、復帰2打席目に本塁打、伊東勤監督最後となった本拠地・千葉マリンスタジアムの最終戦で逆転の3点本塁打を放った。オフの12月2日に自由契約となった。

### 斗山時代
2017年12月1日にKBOリーグの斗山ベアーズと契約金10万ドル、年俸70万ドルの条件で契約を結んだ。登録名は「パレディス（파레디스）」であった。背番号は44。
2018年の開幕戦となる三星ライオンズ戦で韓国初安打を記録し、翌日には初本塁打を放つなど好調だったが、不振に陥り二軍に降格した。5月20日の試合から復帰するも21打数2安打、打率.095と全く結果を残せず、6月1日にウェーバー公示され退団した。斗山での通算記録は20試合に出場して9安打、1本塁打、4打点、1盗塁の成績だった。パラデスの代替外国人選手としてスコット・バンスライクが入団した。

### 独立リーグ時代
2018年7月23日に独立リーグであるアトランティックリーグのランカスター・バーンストーマーズと契約した。2試合に出場し、打率.363、3本塁打、14打点の成績を残した。
2019年3月19日に同じくアトランティックリーグのサマセット・ペイトリオッツと契約。63試合に出場し、打率.265、13本塁打、45打点の成績を残した。
2020年もサマセット・ペイトリオッツと契約したが、新型コロナウイルス感染症の影響でシーズンが中止となった。
2021年3月5日にアトランティックリーグのウェストバージニア・パワーと契約した。

### メキシカンリーグ時代
2021年7月18日にメキシカンリーグのティフアナ・ブルズと契約した。12試合に出場し、打率.340、2本塁打、4打点の成績を残していたが、8月11日に自由契約となった。

### 独立リーグ時代
2021年8月19日にアトランティックリーグのウェストバージニア・パワー（9月にチャールストン・ダーティーバーズにチーム名を変更）に復帰した。シーズン終了後に退団した。
2022年2月7日に同リーグのケンタッキー・ワイルドヘルス・ゲノムスと契約した。106試合に出場し、打率.283、18本塁打、68打点の成績を残した。シーズン終了後に退団した。
2023年2月27日に同リーグのスパイアシティ・ゴーストハウンズと契約した。73試合に出場して打率.259、18本塁打、50打点を記録した。シーズン終了後に退団した。
2024年4月9日に同リーグのスタテンアイランド・フェリーホークスと契約した。

## 選手としての特徴

### 打撃
スイッチヒッターであるが、メジャーでは主に右投手に対して起用されることが多かった。本人は「左打席のほうがパワーがある」とコメントしている。

### 守備
前述の通り、プロ入り当初は二塁手、三塁手であったが、2012年頃より外野手としての出場が多くなっている。
ロッテ入団後は開幕当初はDHとしての出場が多かった。その後、シーズン途中加入したウィリー・モー・ペーニャがDHとして起用されることになったのもあり、メジャー、マイナー時代に経験のない一塁手として起用された。

## 詳細情報

### 年度別打撃成績
| 年 度    | 球 団    | 試 合 | 打 席 | 打 数 | 得 点 | 安 打 | 二 塁 打 | 三 塁 打 | 本 塁 打 | 塁 打 | 打 点 | 盗 塁 | 盗 塁 死 | 犠 打 | 犠 飛 | 四 球 | 敬 遠 | 死 球 | 三 振 | 併 殺 打 | 打 率 | 出 塁 率 | 長 打 率 | O P S |
| -------- | -------- | ----- | ----- | ----- | ----- | ----- | -------- | -------- | -------- | ----- | ----- | ----- | -------- | ----- | ----- | ----- | ----- | ----- | ----- | -------- | ----- | -------- | -------- | ----- |
| 2011     | HOU      | 46    | 179   | 168   | 16    | 48    | 8        | 2        | 2        | 66    | 18    | 5     | 4        | 1     | 1     | 9     | 0     | 0     | 47    | 3        | .286  | .320     | .393     | .713  |
| 2012     | HOU      | 24    | 82    | 74    | 7     | 14    | 1        | 1        | 0        | 17    | 3     | 2     | 1        | 0     | 2     | 6     | 0     | 0     | 21    | 0        | .189  | .244     | .230     | .474  |
| 2013     | HOU      | 48    | 135   | 125   | 8     | 24    | 4        | 0        | 1        | 31    | 10    | 4     | 4        | 1     | 2     | 6     | 0     | 1     | 44    | 1        | .192  | .231     | .248     | .479  |
| 2014     | KC       | 9     | 10    | 10    | 3     | 2     | 0        | 0        | 0        | 2     | 0     | 2     | 0        | 0     | 0     | 0     | 0     | 0     | 3     | 0        | .200  | .200     | .200     | .400  |
| 2014     | BAL      | 18    | 55    | 53    | 9     | 16    | 4        | 0        | 2        | 26    | 8     | 2     | 0        | 0     | 0     | 2     | 0     | 0     | 13    | 1        | .302  | .327     | .491     | .818  |
| '14計    | BAL      | 27    | 65    | 63    | 12    | 18    | 4        | 0        | 2        | 28    | 8     | 4     | 0        | 0     | 0     | 2     | 0     | 0     | 16    | 1        | .286  | .308     | .444     | .752  |
| 2015     | BAL      | 104   | 384   | 363   | 46    | 100   | 17       | 2        | 10       | 151   | 42    | 4     | 4        | 0     | 2     | 19    | 0     | 0     | 111   | 8        | .275  | .310     | .416     | .726  |
| 2016     | TOR      | 7     | 17    | 15    | 2     | 4     | 1        | 0        | 1        | 8     | 2     | 0     | 0        | 0     | 0     | 2     | 0     | 0     | 8     | 0        | .267  | .353     | .533     | .886  |
| 2016     | PHI      | 76    | 150   | 143   | 13    | 31    | 7        | 0        | 4        | 50    | 17    | 0     | 1        | 1     | 1     | 5     | 0     | 0     | 50    | 0        | .217  | .242     | .350     | .591  |
| '16計    | PHI      | 83    | 167   | 158   | 15    | 35    | 8        | 0        | 5        | 58    | 19    | 0     | 1        | 1     | 1     | 7     | 0     | 0     | 58    | 0        | .222  | .253     | .367     | .620  |
| 2017     | ロッテ   | 89    | 289   | 269   | 31    | 59    | 9        | 0        | 10       | 98    | 26    | 1     | 0        | 0     | 1     | 16    | 0     | 3     | 97    | 5        | .219  | .270     | .364     | .634  |
| 2018     | 斗山     | 20    | 67    | 61    | 7     | 9     | 2        | 1        | 1        | 16    | 4     | 1     | 0        | 0     | 1     | 4     | 1     | 1     | 15    | 0        | .148  | .209     | .262     | .471  |
| MLB：6年 | MLB：6年 | 332   | 1012  | 951   | 104   | 239   | 42       | 5        | 20       | 351   | 100   | 19    | 14       | 3     | 8     | 49    | 0     | 1     | 287   | 13       | .251  | .286     | .369     | .656  |
| NPB：1年 | NPB：1年 | 89    | 289   | 269   | 31    | 59    | 9        | 0        | 10       | 98    | 26    | 1     | 0        | 0     | 1     | 16    | 0     | 3     | 97    | 5        | .219  | .270     | .364     | .634  |
| KBO：1年 | KBO：1年 | 20    | 67    | 61    | 7     | 9     | 2        | 1        | 1        | 16    | 4     | 1     | 0        | 0     | 1     | 4     | 1     | 1     | 15    | 0        | .148  | .209     | .262     | .471  |

- 2020年度シーズン終了時

### 年度別守備成績
| 年 度 | 球 団 | 二塁（2B） | 二塁（2B） | 二塁（2B） | 二塁（2B） | 二塁（2B） | 二塁（2B） | 三塁（3B） | 三塁（3B） | 三塁（3B） | 三塁（3B） | 三塁（3B） | 三塁（3B） | 左翼（LF） | 左翼（LF） | 左翼（LF） | 左翼（LF） | 左翼（LF） | 左翼（LF） | 右翼（RF） | 右翼（RF） | 右翼（RF） | 右翼（RF） | 右翼（RF） | 右翼（RF） |
| 年 度 | 球 団 | 試 合      | 刺 殺      | 補 殺      | 失 策      | 併 殺      | 守 備 率   | 試 合      | 刺 殺      | 補 殺      | 失 策      | 併 殺      | 守 備 率   | 試 合      | 刺 殺      | 補 殺      | 失 策      | 併 殺      | 守 備 率   | 試 合      | 刺 殺      | 補 殺      | 失 策      | 併 殺      | 守 備 率   |
| ----- | ----- | ---------- | ---------- | ---------- | ---------- | ---------- | ---------- | ---------- | ---------- | ---------- | ---------- | ---------- | ---------- | ---------- | ---------- | ---------- | ---------- | ---------- | ---------- | ---------- | ---------- | ---------- | ---------- | ---------- | ---------- |
| 2011  | HOU   | -          | -          | -          | -          | -          | -          | 46         | 31         | 71         | 5          | 6          | .953       | -          | -          | -          | -          | -          | -          | -          | -          | -          | -          | -          | -          |
| 2012  | HOU   | 5          | 5          | 13         | 3          | 2          | .857       | -          | -          | -          | -          | -          | -          | 1          | 0          | 0          | 0          | 0          | ----       | 15         | 23         | 1          | 2          | 0          | .923       |
| 2013  | HOU   | 3          | 0          | 5          | 0          | 0          | 1.000      | 1          | 0          | 3          | 0          | 0          | 1.000      | -          | -          | -          | -          | -          | -          | 39         | 61         | 0          | 1          | 0          | .984       |
| 2014  | KC    | 2          | 0          | 1          | 0          | 0          | 1.000      | 3          | 1          | 2          | 0          | 1          | 1.000      | -          | -          | -          | -          | -          | -          | -          | -          | -          | -          | -          | -          |
| 2014  | BAL   | 1          | 0          | 0          | 0          | 0          | ----       | 13         | 7          | 20         | 3          | 2          | .900       | -          | -          | -          | -          | -          | -          | -          | -          | -          | -          | -          | -          |
| '14計 | BAL   | 3          | 0          | 1          | 0          | 0          | 1.000      | 16         | 8          | 22         | 3          | 3          | .909       | -          | -          | -          | -          | -          | -          | -          | -          | -          | -          | -          | -          |
| 2015  | BAL   | 6          | 11         | 17         | 0          | 2          | 1.000      | 8          | 1          | 3          | 3          | 0          | .571       | 1          | 1          | 0          | 0          | 0          | 1.000      | 2          | 1          | 0          | 0          | 0          | 1.000      |
| 2016  | TOR   | 1          | 0          | 2          | 1          | 0          | .667       | 2          | 3          | 4          | 1          | 0          | .875       | -          | -          | -          | -          | -          | -          | 1          | 0          | 0          | 0          | 0          | ----       |
| 2016  | PHI   | 1          | 1          | 0          | 0          | 0          | 1.000      | -          | -          | -          | -          | -          | -          | 23         | 27         | 0          | 0          | 0          | 1.000      | 19         | 28         | 2          | 1          | 1          | .968       |
| '16計 | PHI   | 2          | 1          | 2          | 1          | 0          | .750       | 2          | 3          | 4          | 1          | 0          | .875       | 23         | 27         | 0          | 0          | 0          | 1.000      | 20         | 28         | 2          | 1          | 1          | .968       |
| MLB   | MLB   | 19         | 17         | 38         | 4          | 4          | .932       | 73         | 43         | 103        | 12         | 9          | .924       | 25         | 28         | 0          | 0          | 0          | 1.000      | 76         | 113        | 3          | 4          | 1          | .967       |

- 2020年度シーズン終了時

### 記録
NPB
- 初出場・初先発出場：2017年3月31日、対福岡ソフトバンクホークス1回戦（福岡 ヤフオク!ドーム）、4番・指名打者として先発出場
- 初打席：同上、2回表に和田毅から一直
- 初安打：同上、7回表に和田毅から左前安打
- 初打点：2017年4月16日、対埼玉西武ライオンズ3回戦（ZOZOマリンスタジアム）、8回裏に牧田和久から右犠飛
- 初盗塁：2017年5月14日、対北海道日本ハムファイターズ9回戦（東京ドーム）、2回表に二盗（投手：ルイス・メンドーサ、捕手：大野奨太）
- 初本塁打：2017年5月17日、対埼玉西武ライオンズ8回戦（ZOZOマリンスタジアム）、9回裏に田村伊知郎から右越ソロ

### 背番号
- 38（2011年 - 2013年、2014年途中 - 2015年）
- 32（2014年 - 同年途中）
- 37（2016年 - 同年途中）
- 41（2016年途中 - 同年終了）
- 42（2017年）
- 44（2018年 - 同年途中）